# Río Dzhigitlevka
El río Dzhigitlevka (del ruso: Джигитлевка) es un río del krai de Krasnodar, en Rusia, afluente por la izquierda del río Gubs, que lo es del Jodz, tributario del río Labá, de la cuenca hidrográfica del Kubán.

## Curso
Tiene una longitud de 10 km y una cuenca de 18.2 km². Nace 6 km al este de Jamketinskaya y tras discurrir en dirección sureste, desemboca en el Gubs entre Gúbskaya y Proletarski, a 14 km de la desembocadura de este río.